# 神宮寺しし丸
神宮寺 しし丸（じんぐうじ ししまる、1975年11月12日 - ）は、日本のお笑いタレント、格闘技ライター、元実業家。大阪府出身。所属事務所は太田プロダクション。お花くんという芸名でも活動している。
本名は、山田 真嗣（やまだ しんじ）。身長167cm、体重58kg、血液型O型。

## 経歴
NSC東京の2期生として入学、卒業後芸人の仕事が月1回の新人コーナーの舞台のみであったため、キャンペーンバイトを始める。そこで好成績を収め、派遣会社を起業。社長になってすぐに吉本興業は退社。
その後再度芸人を志し、太田プロエンタテイメント学院に入学し、芸人復帰。
その後、小川パンプキンと「カメレオンブラザース」を結成。爆笑オンエアバトルなどに出演するも、2008年6月に解散。その後、ピン芸人として再出発。
現在、太田プロライブ月笑などに出演中。

## 人物
特技は、「ふぞろいの林檎たち」「男女7人夏物語」「男女7人秋物語」の名シーンを一人再現、金魚すくい、三角締め、サンバ（浅草サンバカーニバル出場）、花言葉。金魚すくいでは3分で28匹掬った事があり、花言葉は1年365日の日付を言われれば誕生花とその花言葉を答えることができる。
趣味は、総合格闘技、プロレス観戦、ブルース・リー研究、ボディボード(ボディボード検定5級取得)、植物園めぐり。
格闘技関連では、ライターを始め、リングアナ、解説などを務める。また格闘技情報サイト「ファイトプレス」を運営している。
劇団ひとりに可愛がられている。

## 主な出演

### テレビ
- 爆笑オンエアバトル
- エンタの神様
- 人志松本の○○な話
- ゼルマ！見たもん勝ち
- 激論！どっちマニア
- ナニコレ珍百景
- 業界トップニュース
- マニュアル劇団
- 新番組を考える会議
- タモリ倶楽部
- 使える！アイディアハウス
- ゴッドタン
- さまぁ〜ZOO
- ヤンチャ！黙示録
- ハマヌキ (TVK)
- BSブランチ (BSi)
- どこイク！？ (スカパー)
- フォンチー21歳のハローワーク (スカパー)
- 夢ヶ丘レジデンス (スカパー)
- チャンネル北野ex (スカパー)
- ミニスカ7ティーン (Gyao)
- オニーレ面倒くさいニッポンのルール (さくらんぼTV)

### ラジオ
- GEKIDAN SAMBA CARNIVAL (FM-FUJI) 準レギュラー

### 舞台
- 怪傑パンダース×ACTOR'S TRASH ASSH コラボ公演PandASSH!!! Vol.1『おるんと高麗犬』[12]

### 映画
- ピカ☆☆ンチ

### BeeTV
- お願い! 宇宙人（2012年12月28日、BeeTV）

### ニコニコ生放送
- アイドルの番組
- マルプレDX